# Maximilian Maeder
Maximilian Maeder (Singapur, 12 de septiembre de 2006) es un deportista singapurés que compite en vela en la clase Formula Kite.
Participó en los Juegos Olímpicos de París 2024, obteniendo una medalla de bronce en la clase Formula Kite.
Ganó tres medallas en el Campeonato Mundial de Formula Kite entre los años 2022 y 2024, y cuatro medallas de oro en el Campeonato Europeo de Formula Kite entre los años 2021 y 2025.

## Palmarés internacional
| \| Juegos Olímpicos \| Juegos Olímpicos \| Juegos Olímpicos \| Juegos Olímpicos \| \| Año \| Lugar \| Medalla \| Clase \| \| ----------------------- \| ---------------------- \| ----------------- \| ---------------- \| \| 2024 \| París (Francia) \| Medalla de bronce \| Formula Kite \| \| Campeonato Mundial \| \| \| \| \| Año \| Lugar \| Medalla \| Clase \| \| 2022 \| Cagliari (Italia) \| Medalla de plata \| Formula Kite \| \| 2023 \| La Haya (Países Bajos) \| Medalla de oro \| Formula Kite \| \| 2024 \| Hyères (Francia) \| Medalla de oro \| Formula Kite \| \| Campeonato Europeo[n 1] \| \| \| \| \| Año \| Lugar \| Medalla \| Clase \| \| 2021 \| Montpellier (Francia) \| Medalla de oro \| Formula Kite \| \| 2022 \| Náfpaktos (Grecia) \| Medalla de oro \| Formula Kite \| \| 2024 \| Los Alcázares (España) \| Medalla de oro \| Formula Kite \| \| 2025 \| Urla (Turquía) \| Medalla de oro \| Formula Kite \| |                        |                   |              |
| Juegos Olímpicos |                        |                   |              |
| Año | Lugar                  | Medalla           | Clase        |
| 2024 | París (Francia)        | Medalla de bronce | Formula Kite |
| Campeonato Mundial |                        |                   |              |
| Año | Lugar                  | Medalla           | Clase        |
| 2022 | Cagliari (Italia)      | Medalla de plata  | Formula Kite |
| 2023 | La Haya (Países Bajos) | Medalla de oro    | Formula Kite |
| 2024 | Hyères (Francia)       | Medalla de oro    | Formula Kite |
| Campeonato Europeo |                        |                   |              |
| Año | Lugar                  | Medalla           | Clase        |
| 2021 | Montpellier (Francia)  | Medalla de oro    | Formula Kite |
| 2022 | Náfpaktos (Grecia)     | Medalla de oro    | Formula Kite |
| 2024 | Los Alcázares (España) | Medalla de oro    | Formula Kite |
| 2025 | Urla (Turquía)         | Medalla de oro    | Formula Kite |

1. ↑  En algunas ediciones del Campeonato Europeo se permitió la participación de regatistas de otros continentes.